# Ljeskovik
Ljeskovik (cyr. Љесковик) – wieś w Bośni i Hercegowinie, w Republice Serbskiej, w gminie Srebrenica. W 2013 roku liczyła 56 mieszkańców.